# Guerra dels set Cabdills
La guerra dels set Cabdills és un dels episodis més dramàtics i coneguts de la mitologia grega. Va ser una expedició militar contra Tebes, organitzada una generació abans de la guerra de Troia.

## Antecedents

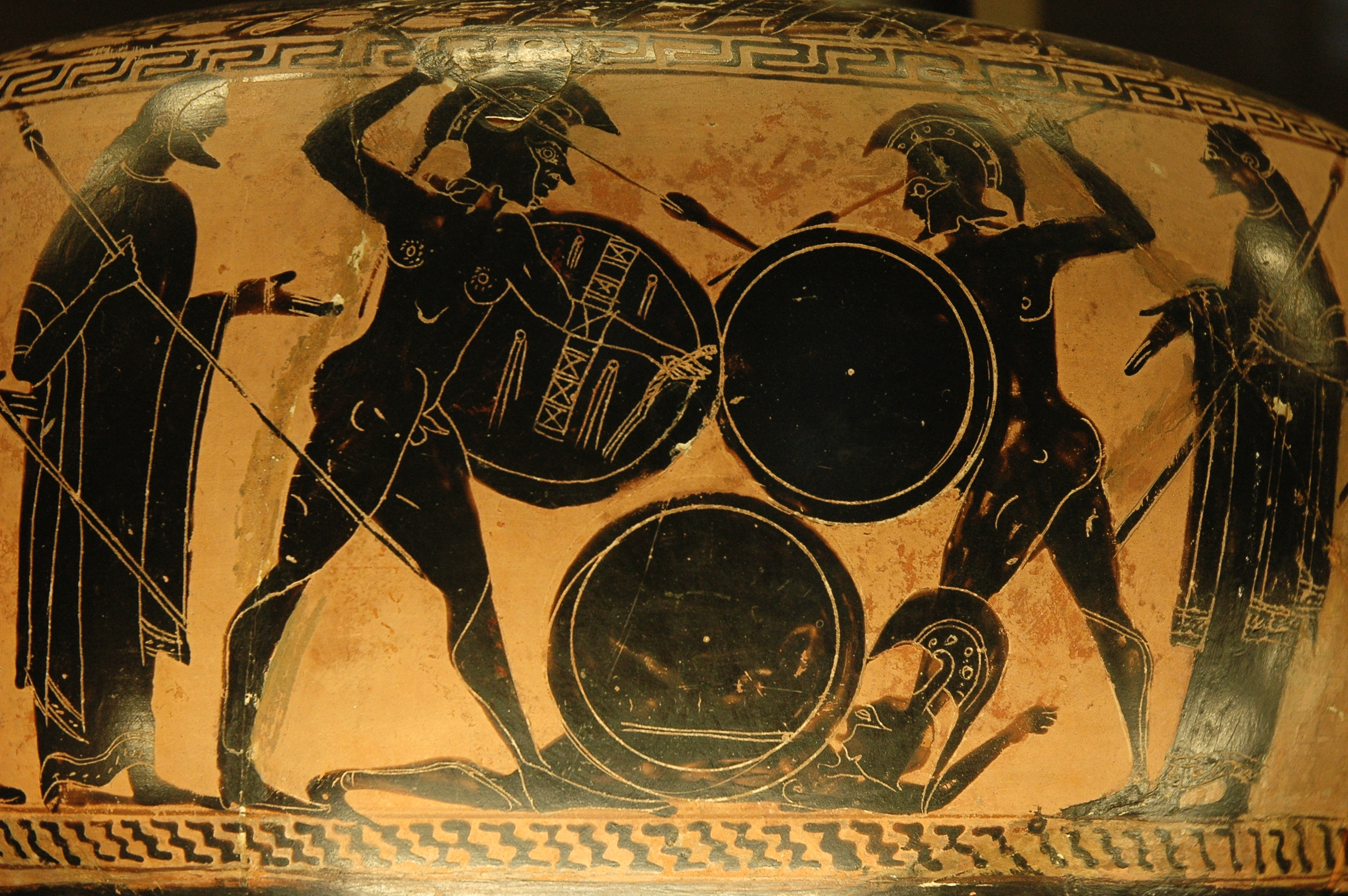
Hoplites Louvre

La primera menció de la història és a la Ilíada, que explica que Polinices i Tideu van arribar junts a la cort d'Adrast, a Argos per organitzar una expedició contra les muralles de Tebes. Els fets són una continuació del mite d'Èdip. Quan Èdip va descobrir que s'havia casat amb la seva mare Iocasta, es va arrencar els ulls i va marxar exiliat de Tebes maleint els seus fills, Etèocles i Polinices, que des de les muralles van veure la seva expulsió però no el van ajudar. Amb la seva filla Antígona, que li feia de guia, va arribar a Colonos, a l'Àtica, on el va acollir Teseu i on va morir no gaire més tard. Els fills d'Èdip, Etèocles i Polinices, quan el seu pare va ser desterrat per Creont, germà de Iocasta, van acordar repartir-se el tron de Tebes i ocupar-lo un any cadascú. Hi ha qui diu que Polinices va regnar en primer lloc i que al cap d'un any va entregar el tron a Etèocles, però d'altres diuen que va regnar primer Etèocles i que al cap de l'any no va voler donar-li el tron. Polinices es va exiliar de Tebes i va arribar a Argos, on regnava Adrast, portant amb ell el collaret i la túnica d'Harmonia. Va arribar de nit, i a la porta del palau del rei va enfrontar-se amb Tideu, el fill d'Eneu, que s'havia exiliat de Calidó. Amb els crits del combat, va sortir Adrast i els va separar. Va recordar que un oracle l'hi havia dit que casés les seves filles amb un senglar i un lleó, i va triar als dos herois com a promesos, perquè un portava un cap de senglar dibuixat al seu escut i l'altre un lleó. Tideu es va casar amb Deípile, la filla gran, i Polinices amb Argia. Adrast els va dir que els ajudaria a recuperar els seus reialmes.

## AmfiarauiErifile
Adrast va decidir organitzar primer una expedició contra Tebes, i va convocar als nobles del seu reialme. Però Amfiarau, el fill d'Oïcles, que era endeví, va preveure que tots els expedicionaris, excepte Adrast, moririen en l'assalt a la ciutat, i es va negar a anar-hi. Polinices es va dirigir a Ifis, el fill d'Alèctor, per saber què havia de fer per convèncer Amfiarau. Aquest li va explicar que si Erifile, la dona d'Amfiarau, obtenia el collaret d'Harmonia, aconseguiria el seu objectiu. Amfiarau havia prohibit a Erifile rebre regals de Polinices, però aquest li va dona el collar i li va pregar que persuadís el seu marit i el fes participar en l'expedició. La decisió depenia d'ella, ja que una vegada Amfiarau i Adrast havien discutit, i, després de resoldre-ho, Amfiarau havia jurat que qualsevol altra disputa seria arbitrada per Erifile. Per tant, en la decisió de fer la guerra a Tebes, com que Adrast engrescava als herois i Amfiarau s'hi oposava, Erifile, després d'haver acceptat el collaret, va persuadir-lo per marxar amb Adrast. Amfiarau va encomanar als seus fills que quan fossin grans, matessin la seva mare i marxessin contra Tebes.

## L'expedició contra Tebes
Adrast va formar un exèrcit que anava encapçalat per set cabdills i va declarar la guerra a Tebes. Els set combatents eren el mateix Adrast, Amfiarau, Capaneu, Hipomedont, Polinices, Tideu, i Partenopeu. Alguns diuen que no hi van anar ni Polinices ni Tideu, i anomenen entre els set Etèocle, fill d'Ifis, i Mecisteu.

### Arribada a Nèmea

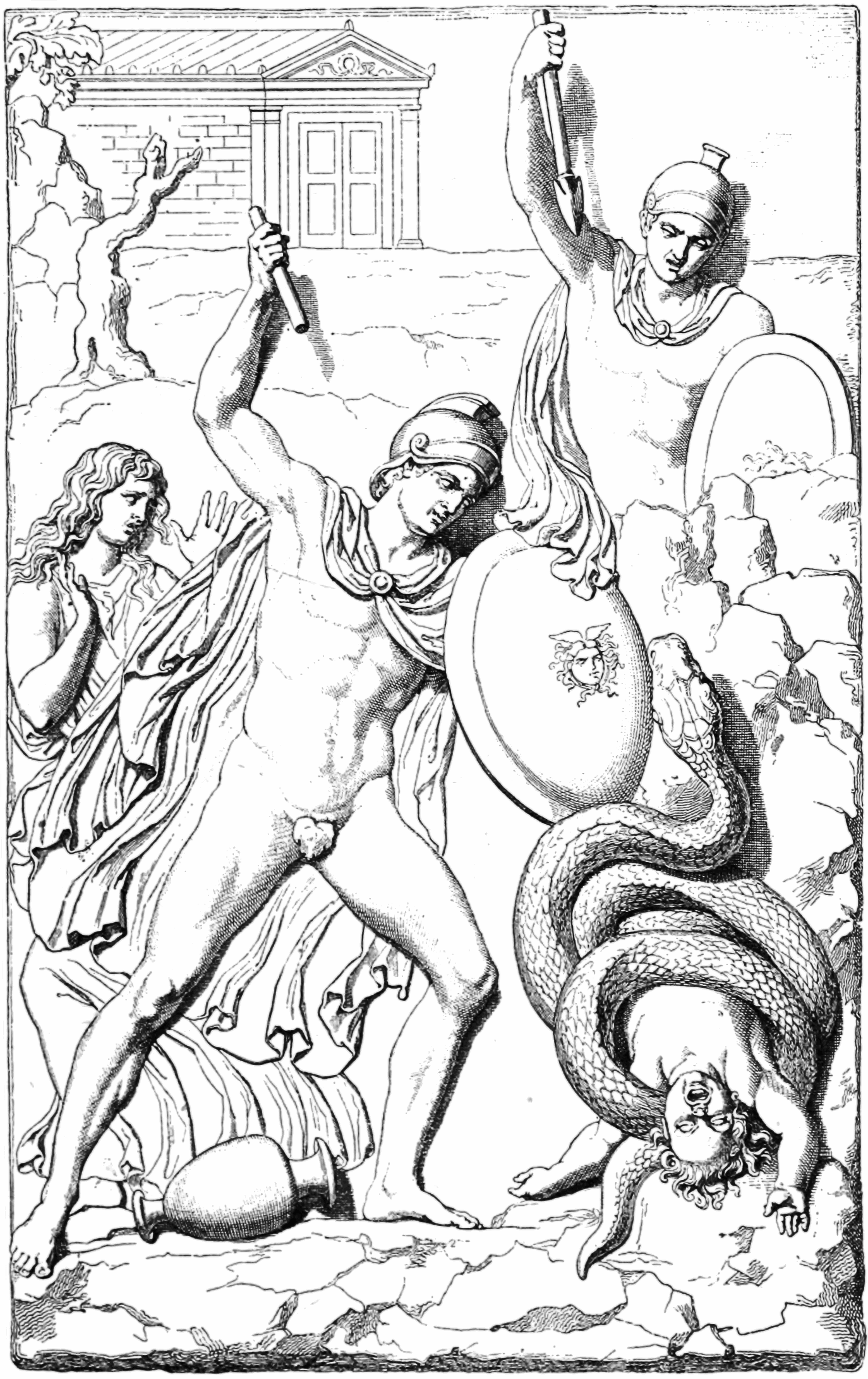
Ofeltes mort per la serp

L'expedició va arribar a Nèmea on regnava Licurg. Buscaven aigua, i Hipsípile, que cuidava Ofeltes, el fill de Licurg, es va oferir per acompanyar-los a la font, i va deixar sol al nen. Ofeltes va morir estrangulat per una serp. Quan van tornar els herois van matar la serp i van enterrar el noi. Amfiarau els va dir que era un senyal que indicava el seu futur, i ells van rebatejar Ofeltes amb el nom d'Arquèmor, "inici del destí". En honor del nen es van instituir els Jocs Nemeus, on Adrast va guanyar la cursa de cavalls, Etèocle a l'estadi, Tideu el pugilat, Amfiarau el salt i el disc, Laòdoc amb la javelina, Polinices en la lluita i Partenopeu en l'arc.

### Davant les muralles de Tebes
Tideu va ser enviat com a ambaixador a Tebes per advertir Etèocles de que, tal com estava pactat, havia de tornar el reialme a Polinices. Etèocles no en va fer cas i Tideu, per posar a prova els tebans, els retava a combatre un per un, i els va superar a tots. Quan tornava, cinquanta homes armats li van preparar una emboscada, però va aconseguir matar-los a tots, excepte Mèon, a qui l'heroi va perdonar.
Els argius armats es van presentar davant les muralles. Com que Tebes tenia set portes, cada heroi es va posar davant d'una. Dins de la ciutat, Etèocles consulta un oracle (es diu que Tirèsias), sobre com podia vèncer els enemics. Tirèsias va dir que guanyarien si Meneceu, el fill de Creont, s'oferia com a víctima d'un sacrifici en honor d'Ares. Meneceu, acceptant l'oracle, es va degollar davant de les portes. Iniciat el combat, els tebans van ser perseguits fins a les muralles, i quan per una escala, Capaneu anava pujant per entrar a la ciutat, un llamp de Zeus el va fulminar per la seva supèrbia. Davant d'això molts argius van fugir, i en van morir molts. Etèocles i Polinices, per acabar la matança, es desafien a un duel singular, i durant la lluita es donen mort l'un a l'altre. Reiniciat el combat, els tebans van aconseguir avantatge: Hipomedont va ser mort per Ismari, i Partenopeu per Periclimen, fill de Posidó, o potser per Amfídicos. Melanip va ferir Tideu al ventre. Aquest, tot i estar ferit, va matar Melanip. Mentre Tideu estava a terra moribund, Atena li va portar un remei que havia demanat a Zeus per tal de fer-lo immortal. Però Amfiarau se'n va adonar, i com que odiava Tideu perquè havia persuadit als argius de marxar contra Tebes en contra del seu parer, va tallar el cap de Melanip i l'entregà a Tideu. Aquest li va obrir el cap i se li va menjar el cervell. Quan Atena va veure això, plena de fàstic, va marxar d'allà odiant Tideu. Amfiarau es va refugiar vora el riu, i Zeus va llançar un llamp que va obrir la terra. Amfiarau, el seu carro i els seus cavalls, i el seu auriga, Bató, desaparegueren per l'esvoranc. Només es va salvar Adrast, al qual Aríon, el seu cavall, va portar galopant ràpidament lluny de la batalla i el va deixar a l'Àtica, prop de Colonos. La rapidesa d'Aríon ja s'havia posat de manifest en els Jocs Fúnebres en honor d'Arquèmor.

## La fi de la guerra
Creont va ocupar el tron de Tebes i va abandonar sense sepultura els cadàvers dels argius. Va prohibir que ningú no els enterrés, i va posar guàrdies armats. Però Antígona, filla d'Èdip, va recollir en secret el cos de Polinices i el va enterrar. Creont la condemnà a mort i la va tancar a la tomba dels Labdàcides, els descendents de Làbdac, on la noia es va suïcidar. Quan Adrast va arribar a Atenes, es va refugiar a l'altar de la Pietat, on va depositar la branca d'oliver dels suplicants, i va demanar que se sepultessin els cossos dels argius. Els atenesos, amb Teseu al capdavant, van marxar contra Tebes, la van conquerir i van entregar els cossos als familiars. Quan s'estava incinerant Capaneu, Evadne, la seva esposa, es llançà a la pira.
Deu anys més tard, els Epígons van organitzar una altra expedició contra Tebes per venjar la mort dels seus pares.